# Уэстон, Ричард, 1-й граф Портленд
Ричард Уэстон (англ. Richard Weston; 1 марта 1577, Сити-оф-Челмсфорд, Эссекс, Королевство Англия — 13 марта 1635, Лондон, Королевство Англия) — английский политический деятель, 1-й барон Уэстон из Нейланда с 1628 года, 1-й граф Портленд с 1633 года, кавалер ордена Подвязки. Заседал в Палате общин, занимал должности канцлера казначейства (1621—1628) и лорда-казначея (1628—1635), участвовал в ряде дипломатических миссий. Стал основателем аристократического рода, угасшего в 1688 году.

## Биография
Ричард Уэстон родился незадолго до 1 мая 1577 года в семье Джерома Уэстона и Мэри Кейв. Впоследствии он обзавёлся фальшивой длинной родословной, но в реальности самый ранний его предок, известный истории — дед, ещё один Ричард Уэстон, адвокат, в 1555 году купивший поместье Скрин в Эссексе. Джером Уэстон занимал в этом графстве разные должности и скупал земли как в Эссексе, так и в Саффолке и Бедфордшире. Семья была богатой: к 1603 году, когда Ричард-внук унаследовал семейные владения, они приносили 3500 фунтов годового дохода.
В 1594 году Уэстон окончил Тринити-колледж в Кембридже, затем совершил путешествие по континентальной Европе. В 1601 и 1604—1610 годах он заседал в Палате общин, не принимал заметного участия в работе парламента. В 1603 году Уэстон был посвящён в рыцари. Позже он избирался в Палату общин в 1614, 1621, 1624, 1625 и 1626 годах. Сэр Ричард стал при Стюартах видным политиком, специализировавшимся на финансах и дипломатии, занимал должности канцлера казначейства (1621—1628) и лорда-казначея (1628—1635). Король Карл I пожаловал ему титулы барона Уэстона из Нейланда (1628) и графа Портленда (1633), орден Подвязки. Граф Кларендон охарактеризовал Уэстона как «человека с внушительной внешностью и подлым духом».

## Семья
Ричард Уэстон был женат дважды: на Элизабет Пинчон, дочери Уильяма Пинчона и Роуз Рединг, и на Фрэнсис Вулдгрейв, дочери Николаса Вулдгрейва и Кэтрин Браун. В первом браке родились трое детей:
- Элизабет, жена Джона Неттервилла, 2-го виконта Неттервилла[5][6];
- Ричард[7];
- Мэри (1603—1678), жена Уолтера Аштона, 2-го барона Аштона[8].

Во втором браке родились четверо детей:
- Энн, жена Бэзила Филдинга, 2-го графа Денби[9][10];
- Бенджамин[11];
- Джером, 2-й граф Портленд (1605—1663)[12][13];
- Томас, 4-й граф Портленд (1609—1688)[14][15].